# Ernst
Ernst er et drengenavn, der stammer fra tysk og videre fra oldhøjtysk "Ernust", der betyder "alvor". Varianterne Ernest og Ernesto anvendes også i beskedent omfang på dansk. Lidt over 3.200 danskere bærer et af navnene ifølge Danmarks Statistik, men det er kun omkring én dreng om året, der får navnet i disse år, så populariteten er stærkt faldende. Navnet kan også anvendes som efternavn.
Varianter af navnet på forskellige sprog:
- Engelsk, fransk: Ernest
- Spansk, italiensk: Ernesto
- Tjekkisk: Arnošt
- Ungarsk: Ernö

Navnet findes også i femininumudgaven Ernestine.

## Kendte personer med navnet

### Fornavn
- Ernst Henrich Berling, tysk/dansk avisgrundlægger.
- Ernest Borgnine, amerikansk skuespiller.
- Ernst Gräfenberg, tysk gynækolog.
- Ernesto "Che" Guevara, argentinskfødt revolutionær og læge.
- Ernst Haefliger, schweizisk tenor.
- Ernest Hemingway, amerikansk forfatter og modtager af Nobelprisen i litteratur.
- Ernst Jünger, tysk forfatter.
- Ernst-Hugo Järegård, svensk skuespiller.
- Ernst Lubitsch, tysk-amerikansk filminstruktør.
- Ernst Mayr, tysk-amerikansk biolog.
- Ernst Meyer, flertydig liste med flere personer.
- Ernst Netuka, østrigsk-dansk fodboldtræner.
- Christian Ernst Richardt, dansk digter.
- Ernő Rubik, ungarsk billedhugger, arkitekt og designer.
- Ernest Rutherford, newzealandsk-britisk fysiker.
- Ernst Carl Schmiegelow, dansk ørelæge.
- Christoph Ernst Friedrich Weyse, tysk-dansk komponist og organist.
- Ernst Udet, tysk flykonstruktør og jagerpilot under 1. verdenskrig og 2. verdenskrig.

### Efternavn
- Charlotte Ernst, dansk skuespiller.
- Fabian Ernst, tysk fodboldspiller.
- Johan Conrad Ernst, dansk arkitekt.
- Max Ernst, tysk billedkunstner.
- Ole Ernst, dansk skuespiller.

## Navnet anvendt i fiktion
- Ernest er navnet på en fiktiv person i komedien Bunbury af Oscar Wilde. På engelsk er stykkets titel The Importance of Being Earnest, der netop spiller på ligheden (i udtale) mellem navnet og "earnest", der betyder "alvorlig".
- Ernst Stavro Blofeld er en figur i flere James Bond-romaner.
- Ernst Eskildsen er en (vulgær) figur fra Politikens satiriske spalte At tænke sig.
- Ernesto er titlen på en bog af Kåre Bluitgen.
- Ernst er hovedpersonen i en dansk tegnefilmserie af samme navn.
- Ernst Nyborg er en kunstmaler i 8. afsnit af tv-serien Matador. Han spilles af Morten Grunwald.